# Liste der Schiffe der United States Navy/N

## N-Na
- USS N-1 (SS-53)
- USS N-2 (SS-54)
- USS N-3 (SS-55)
- USS N-4 (SS-56)
- USS N-5 (SS-57)
- USS N-6 (SS-58)
- USS N-7 (SS-59)
- USS Nabigwon (YTB-521)
- USS Nacheninga (YTB-520/YTM-520)
- USS Nadli (YTB-534/YTM-534)
- USS Nahant (1862, SP-1250, AN-83)
- USS Nahasho (YTB-535/YTM-535)
- USS Nahma (YFB-1, SP-771)
- USS Nahoke (YTB-536/YTM-536)
- USS Nahunta (1872)
- USS Naiad (1863)
- USS Naifeh (DE-352)
- USS Naiwa (SP-3512)
- USS Najelda (SP-277)
- USS Nakarna (YTB-393/YTM-393)
- USS Namakagon (AOG-53)
- USS Namequa (YT-331/YTB-331)
- USS Namontack (YN-46/YNT-14/YTB-738)
- USS Nanigo (YTB-537/YTM-537)
- USS Nansemond (1862, 1896)
- USS Nansemond County (LST-1064)
- USS Nanshan (AG-3)
- USS Nantahala (1918, AO-60)
- USS Nantasket (1867)
- USS Nanticoke (AOG-66)
- USS Nantucket (1862, 1907, PG-23/IX-18, SP-1153, LCS-27)
- USS Naos (AK-105)
- USS Napa (1862, AT-32, LPA-157)
- USS Narada (SP-161)
- USS Narcissus (1863, WAGL-238)
- USS Narkeeta (1891, YT-133)
- USS Narragansett (1859, SP-2196, YFB-1163, AT-88/ATF-88)
- USS Narraguagas (AOG-32)
- USS Narwhal (SS-17, SS-167, SSN-671)
- USS Nashawena (AG-142)
- USS Nashel (YTB-538)
- USS Nashira (AK-85)
- USS Nashua (YTB-774)
- USS Nashville (PG-7, CL-43, LPD-13)
- USS Nasornsee (YBT-260)
- USS Nassau (CVE-16, LHA-4)
- USS Nassuk Bay (CVE-67)
- USS Natahki (YT-398)
- USS Natalia (SP-1251)
- USS Natchaug (AOG-54)
- USS Natchez (1827, AGS-3, PG-102)
- USS Natchitoches (YTB-799)
- USS Nathan Hale (SSBN-623)
- USS Nathanael Greene (SSBN-636)
- USS Nathaniel Taylor (1863)
- USS Natick (SP-570, TYB-760)
- USS National Guard (umbenannt in USS Guard)
- USS Natoma (SP-666)
- USS Natoma Bay (CVE-62)
- USS Natoya (SP-396)
- USS Natrona (APA214)
- USS Naubuc (1864, AN-84)
- USS Naugatuck (1862, WYT-92, YTM-753)
- USS Naumkeag (1863)
- USS Nauset (AT-89)
- USS Nausett (1865, YT-35, IX-190, ACM-15)
- USS Naushon (SP-517)
- USS Nautilus (1799, 1847, SS-29, SP-559, SS-168, SSN-571)
- USS Navajo (AT-52, AT-64, ATA-211, T-ATF-169)
- USS Navajo III (SP-298)
- USS Navarro (LPA-215)
- USS Navasota (AO-106)
- USS Navesink (WYT-88)
- USS Navigator (SP-2225, ATA-203)
- USS Navy Yard (YFB-8)
- USS Nawat (YNT-23)
- USS Nawona (YTB-261)

## Ne
- USS Neal A. Scott (DE-769)
- USS Nebraska (1869, BB-14, SSBN-739)
- USS Neches (AO-5, AO-47, AOT-183)
- USS Nedeva II (SP-64)
- USS Needle (SP-649)
- USS Needlefish (SS-379)
- USS Negwagon (YT-188)
- USS Nehenta Bay (CVE-74)
- USS Nelansu (SP-610)
- USS Nellie (1881)
- USS Nellie Jackson (SP-1459)
- USS Nelson (DD-623)
- USS Nemaha (WSC-148)
- USS Nemasket (AOG-10)
- USS Nemes (SP-424)
- USS Nemesis (SP-343, WPC-111)
- USS Nenville (LPA-227)
- USS Neoga (YTB-263)
- USS Neokautah (YTB-284)
- USS Neomonni (YT-349)
- USS Neosho (1863, AO-23, AO-48, AO-143)
- USS Nepanet (YT-189)
- USS Nepenthe (SP-112)
- USS Neponset (1918)
- USS Neptune (1869, AC-8, ARC-2)
- USS Nereus (1863, AC-10, AS-17)
- USS Nerita (SP-3028)
- USS Nerka (SS-380)
- USS Nero (AC-17)
- USS Neshaminy (1865)
- USS Neshanic (AO-71)
- USS Neshoba (APA-216)
- USS Nespelen (AOG-55)
- USS Nestor (ARB-6)
- USS Nesutan (YT-338)
- USS Neswage (YN-49)
- USS Nettie (SP-1436)
- USS Nettle (1814, 1862)
- USS Neuendorf (DE-200)
- USS Neunzer (DE-150)
- USS Nevada (BM-8, BB-36, SSBN-733)
- USS Neville (AP-16/APA-9)
- USS New (DD-818)
- USS New Bedford (PF-71)
- USS New Berne (1863)
- USS New England (1861, SP-1222)
- USS New Era (1862)
- USS New Hampshire (1864, BB-25, BB-70, SSN-778)
- USS New Hanover (AKA-73)
- USS New Haven (CL-76, CL-109)
- USS New Ironsides (1862)
- USS New Jersey (BB-16, BB-62)
- USS New Kent (APA-217)
- USS New London (1861)
- USS New London County (LST-1066)
- USS New Mexico (BB-40, SSN-779)
- USS New National (1862)
- USS New Orleans (CL-22, CA-32, LPH-11, LPD-18)
- USS New Uncle Sam (1862)
- USS New York (1776, 1800, 1820, CA-2, BB-34, LPD-21)
- USS New York City (SSN-696)
- USS Newark (C-1, CL-100, CL-108)
- USS Newberry (APA-158)
- USS Newburgh (1918)
- USS Newcastle Victory (AK-233)
- USS Newcomb (DD-586)
- USS Newell (DE-322)
- USS Newman (DE-205/APD-59)
- USS Newman K. Perry (DD-883)
- USS Newport (PG-12, PF-27, LST-1179)
- USS Newport News (CA-148, SSN-750)
- USS Newton (1918, IX-33)
- USS Nezinscot (1898)

## Ni
- USS Niagara (1813, 1855, 1898, SP-246, SP-263, SP-136, PG-52, APA-87)
- USS Niagara Falls (AFS-3)
- USS Niantic (CVE-46, YTB-781)
- USS Niantic Victory (AGM-6)
- USS Niblack (DD-424)
- USS Nicholas (DD-311, DD-449, FFG-47)
- USS Nicholson (TB-29, DD-52, DD-442, DD-982)
- USS Nicollet (AG-93)
- USS Nields (DD-616)
- USS Nightingale (1861, SP-523, AMc-18, AMc-149, YMS-290)
- USS Nihoa (YFB-17)
- USS Niji (SP-33)
- USS Nike (WPC-112)
- USS Nimble (AM-266, MSO-459)
- USS Nimitz (CVN-68)
- USS Nina (1864)
- USS Niobe (1869)
- USS Niobrara (AO-72)
- USS Niphon (1863)
- USS Nipmuc (ATF-157)
- USS Nipsic (1863)
- USS Nirvana (SP-706)
- USS Nirvana II (SP-204)
- USS Nita (1864)
- USS Nitro (AE-2, AE-23)
- USS Nitze (DDG-94)

## No
- USS Noa (DD-343/APD-24, DD-841)
- USS Noble (1861, APA-218)
- USS Nodaway (AOG-78)
- USS Nogales (YTB-777)
- USS Noka (YN-54)
- USS Nokomis (SP-609, YT-142)
- USS Noma (SP-131)
- USS Nomad (SP-1046)
- USS Nonata (1846)
- USS Nonpareil (SP-370)
- USS Nonsuch (1813)
- USS Noord Brabant (1918)
- USS Nootka (YTB-508)
- USS Nopatin (SP-2195)
- USS Norfolk (1798, CA-137, DL-1, SSN-714)
- USS Norfolk Packet (1862)
- USS Norlina (1918)
- USS Norma (AK-86)
- USS Norman Scott (DD-690)
- USS Normandie (AP-53)
- USS Normandy (CG-60)
- USS Normannia (SP-756)
- USS Norris (DD-859)
- USS North (YFB-46)
- USS North Carolina (1820, ACR-12, BB-52, BB-55, SSN-777)
- USS North Dakota (BB-29, SSN-784)
- USS North Pole (SP-3791)
- USS North Star (WPG-59)
- USS Northampton (SP-670, CL/CA-26, CLC-1)
- USS Northern Light (AK-284)
- USS Northern Pacific (1917)
- USS Northland (WPG-49)
- USS Norton Sound (AVM-1)
- USS Norwalk (AK-279)
- USS Norwich (1812, 1861)
- USS Notable (AM-267, MSO-460)
- USS Nottoway (YT-18, ATA-183)
- USS Nourmahal (PG-72)
- USS Noxubee (AOG-56)

## Nr-Ny
- USS NR-1 (NR-1)
- USS Nucleus (AM-268)
- USS Nueces (APB-40)
- USS Numa (YTB-399)
- USS Numitor (ARL-17)
- USS Nuthatch (AM-60)
- USS Nutmeg (AN-33)
- USS Nyack (1864)
- USS Nyanza (1863)
- USS Nye County (LST-1067)
- USS Nymph (1864)